# Pyrus canadensis
Pyrus canadensis là loài thực vật có hoa trong họ Hoa hồng. Loài này được (L.) Farw. miêu tả khoa học đầu tiên năm 1930.